# Fulmentum
Fulmentum is een geslacht van weekdieren uit de klasse van de Gastropoda (slakken).

## Soorten
- Fulmentum ancilla (Hanley, 1860)
- Fulmentum sepimentum (Rang, 1832)